# (5884) Dolezal
(5884) Dolezal (6045 P-L) – planetoida z grupy pasa głównego asteroid okrążająca Słońce w ciągu 4,61 lat w średniej odległości 2,77 j.a. Odkryta 24 września 1960 roku.